# Offshorekonstruktion
Offshorekonstruktion er opsætning af strukturer og faciliteter i et marinmiljø. Denne type konstruktioner anvendes normalt til produktion og overførsel af elektricitet (offshore-vindenergi), olie (boreplatforme til offshore-boring), gas og andre ressourcer.
| Bygning eller seværdighed | Spire Denne artikel om en bygning, et bygningsværk eller en seværdighed er en spire som bør udbygges. Du er velkommen til at hjælpe Wikipedia ved at udvide den. |